# Hikikomori
Els hikikomoris (en japonés: ひきこもり o 引き篭り o 引きこもり "apartar-se", "restar reclòs", és a dir, aïllament social agut) són adolescents i adults joves que es veuen aclaparats per la societat japonesa i se senten incapaços de complir els rols socials que s'esperen d'ells, reaccionant amb un aïllament social. Els hikikomoris sovint refusen abandonar la casa dels seus pares i pot ser que es tanquin en una habitació durant mesos o fins i tot anys. Segons algunes estimacions, podria haver-hi un milió d'hikikomoris al Japó (un de cada deu homes joves). La majoria d'ells són homes, i molts són també fills primogènits.
El terme va ser creat el 1998. Es va popularitzar per la seua presència en els productes de ficció japonesos com obres literàries i pel·lícules.

## Història
A l'article acadèmic on es creà el terme el 1998 s'afirmava que al Japó el 20% dels homes adolescents i l'1% de la població total pateixen aquesr trastorn mental.
Es pensa que les causes del fenomen al Japó va ser la bombolla econòmica de la dècada dels 1980 i la posterior recessió de la dècada dels 1990.
El 2002 un psicòleg japonès ho considerà una epidèmia.
L'any 2010 només al Japó entre 100.000 i 700.000 casos estaven registrats.
El 2013 l'edat mitjana dels hikikomoris japonesos era de trenta-dos anys.

## Perfil
Quan es determinà el fenomen el perfil eren homes adolescents de classe socioeconòmica mitjana que comencen el seu aïllament al voltant dels quinze anys.
S'ha suggerit que els casos femenins japonesos potser estan reportats de manera inferior a la realitat pel comportament de quedar-se a casa en les dones.

## Causes de l'aïllament
Un bon nombre dels adolescents i adults joves al Japó pateixen una certa pressió social perquè triomfin. La pressió prové de diferents bandes. Una de les majors preocupacions dels adolescents japonesos és el seu rendiment acadèmic, on sovint s'enfronten a una pressió considerable per part dels pares i la societat en general. En casos extrems la pressió comença des d'abans de la llar d'infants, on han d'aprovar un examen d'ingrés per entrar a les millors, la qual prepara als nens per a l'examen d'ingrés del millor parvulari, el qual al seu torn prepara al nen per a l'examen d'ingrés de la millor escola primària, etc., per a finalment preparar-se per a l'examen d'ingrés de la universitat. Molts adolescents dediquen un any, després de l'institut, a preparar exclusivament l'examen infernal d'accés a la universitat. Com més prestigi tingui la universitat, més difícil serà l'examen.
Després de graduar-se de l'institut o la universitat, a més han d'afrontar un mercat de treball molt difícil. Sovint només troben treball a mitja jornada i acaben com freeters (persones que no aconsegueixen feina fixa o a jornada completa), amb molt pocs ingressos i incapaços de formar una família.
Un altre focus de pressió el formen els seus companys de classe, els quals poden abusar i burlar-se d'altres estudiants per diverses raons, com per exemple el seu aspecte físic (especialment si són obesos), rendiment acadèmic o esportiu, el seu poder adquisitiu, ètnia, etc.

## Símptomes de l'aïllament
Mentre que algunes persones senten pressió per part del món exterior, i pateixen agorafòbia, un hikikomori reacciona amb un complet aïllament social per a evitar tota la pressió exterior. Pot ser que ells, normalment homes, es tanquin en els seus dormitoris o alguna altra habitació de la casa dels pares durant períodes prolongats, sovint anys. Normalment, no tenen cap amic, i la majoria dormen al llarg del dia, i veuen la televisió o juguen a l'ordinador durant la nit. Tot això fa d'ells un cas extrem de solters paràsits (menyspreant expressió japonesa referint-se a tots que continuen vivint a casa dels seus pares per a gaudir de major comoditat).
L'aïllament de la societat normalment comença de forma gradual, abans que l'hikikomori es tanqui amb clau a la seva habitació. Sovint es troben tristos, perden els seus amics, es tornen insegurs, tímids i parlen menys. Sovint són objecte de burla a l'escola, la qual cosa pot ser el detonant per al seu aïllament.

## Reacció dels pares
Tenir un hikikomori a la família normalment és considerat un problema intern, sovint vergonyós, i molts pares esperen molt de temps abans de buscar una teràpia psicològica. A més, al Japó l'educació del nen va a càrrec de la mare, per tradició, i pot ser que el pare deixi tot el problema a la mare, la qual sovint és sobreprotectora amb el seu fill. Al principi, la majoria dels pares es limiten a esperar que el nen superi els seus problemes i torni a la societat per la seva pròpia voluntat. Ho veuen com una fase que el nen ha de superar. A més, molts pares no saben què fer amb un hikikomori, i simplement esperen a causa de la falta d'altres opcions. Normalment, no es força (o es triga molt a fer-lo) de forma radical al nen perquè torni a integrar-se a la societat. Els col·legis i assistents socials poden fer preguntes, però normalment no s'involucren en la situació.

## Efectes en l'hikikomori
La falta de contacte social i l'aïllament perllongat tenen un gran efecte en la mentalitat dels hikikomoris. Perden les seves habilitats socials i els referents socials i morals necessaris. Sovint, tenen dificultat per a diferenciar el bé del mal, i el món de la televisió o els videojocs es converteixen en el seu marc de referència.
Si l'hikikomori, finalment (sovint després d'uns quants anys), retorna a la societat per la seva pròpia voluntat, ha d'afrontar el problema d'haver perdut moltes de les seves habilitats socials, així com anys d'estudi. Això fa la tornada a la societat més difícil. Temen que els altres descobreixin el seu passat com hikikomori, i es mostren desconfiats amb la gent, especialment si són desconeguts.
La seva por a la pressió social pot convertir-se en ira, i la pèrdua del marc de referència social pot conduir també a un comportament violent o delictiu. Alguns hikikomoris ataquen els seus pares. Alguns crims han estat comesos per ells. En l'any 2000, un hikikomori de disset anys va segrestar un autobús i va matar a un passatger. Un altre cas extrem va ser el d'un hikikomori que va segrestar una noia jove i la va tenir en captivitat durant nou anys. Un altre va matar quatre noies per a recrear escenes d'un manga hentai. És difícil d'aconseguir xifres exactes, ja que moltes famílies no parlen d'aquests problemes.

## Tractament
El tractament el realitzen metges i psicoterapeutes.
El que no s'ha de fer segons Kazuhiko Saito, el director del departament de psiquiatria de l'Hospital Kohnodai Hospital, a Chiba, és fer intervencions sobtades.
Hi ha diferents opinions sobre el tractament que ha de seguir un hikikomori, i les opinions sovint es divideixen en un punt de vista japonès i altre occidental. Els experts japonesos normalment suggereixen esperar fins que el hikikomori es reincorpori a la societat per la seva pròpia voluntat, mentre que els metges occidentals pensen que cal forçar-lo si cal. En qualsevol cas és necessària una ajuda psicològica, ja que molts pares es veuen aclaparats pels problemes d'un hikikomori. Encara que hi ha alguns metges i clíniques especialitzats a ajudar a joves hikikomoris, molts d'ells i els seus pares encara senten falta de suport als seus problemes.

## A la resta del món
L'aïllament social complet sembla que és principalment un fenomen japonès, però joves de tot el món sofrixen pressió social i poden ser objecte de burla, i per això sovint es crea un comportament semblant d'odi i agressió, com per exemple les massacres de Columbine i d'Erfurt.

## Representació a la ficció
Als productes de ficció van tenir una representació important des que el 1998 es creà el terme, de manera que va aparèixer un tipus de personatge. Alexander C. Van Gorp investigà la representació dels hikikomoris en quatre mitjans culturals per a inferir la percepció del públic respecte el fenomen dels hikikomoris.
Durant 2012 i 2013 es publicaren tres novel·les alemanyes amb protagonistes femenins hikikomoris.
En el manga, novel·la i anime Welcome to the NHK (2004) el protagonista és un hikikomori.